# Вербук Ніна Семенівна
Вербук Ніна Семенівна (10 червня 1949, м. Харків — 12 липня 2025, Харків) — український графік, живописець, член Національної спілки художників України (з 1989), член Правління Харківської обласної організації НСХУ (з 2000)

## Біографія
Ніна Вербук народилася 10 червня 1949 року у Харкові.
У 1960—1964 роках навчалася в дитячій школі ім. І. Ю. Рєпіна, а у 1964—1968 роках — у Харківському художньому училищі.
Після закінчення училища Ніна Вербук вступила на вечірнє відділення Харківського художньо-промислового інституту і одночасно викладала креслення й малювання в Харківській загальноосвітній школі № 36. Пізніше працювала як художник на Харківському торговельно-рекламному комбінаті.
Після отримання у 1974 році диплому працювала на промисловому Харківському художньому комбінаті Худфонду УРСР художником-проектантом, а з 1986 року одночасно обіймала посаду секретаря правління комбінату.

## Творчий доробок
Весь цей час Ніна Вербук продовжувала займатися станковою графікою та живописом.
У творчому доробку художниці понад 300 робіт.
Працювала в різних жанрах: портрету, натюрморту, побутової картини, архітектурного пейзажу. У стилістиці робіт органічно поєднані поетичний реалізм і романтизм, вишукана декоративність символізму.
Її картини зберігаються у багатьох музеях України, представлені в Німеччині та Японії.
У 1999 році ім'я Ніни Вербук номіновано до «Книги рекордів Харкова» за найбільшу кількість персональних виставок серед художників міста Харкова.

### Основні роботи
- «Горобина»
- «Флора»
- «Наречені прилетіли»
- «Пісня»
- «Поки сонце зійде»
- «Снігиня»
- «Мати світу»
- «Спас»
- «Мати світу»
- «Великдень»
- «Водохреща»

## Громадська діяльність
Ніна Вербук — член Спілки художників України (з 1989 року)
У 1989 році стала виконувачкою обов'язки відповідального секретаря Харківської організації НСХУ.
З 2000 року — член правління Харківської організації Національної спілки художників України. З 2006 року — голова секції живопису Харківської організації НСХУ.
У 2004 році Ніна Вербук ініціювала заснування премії ім. П. Ф. Луньова.

## Відзнаки та нагороди
- Переможиця рейтингового голосування «Харків'янин року» (2005).
- Лауреат творчої премії Харківської міської ради.
- Почесна грамота Харківської обласної державної адміністрації.
- Подяка Харківського міського голови.